# Wallace Langham
Pour les articles homonymes, voir Langham (homonymie).
Wallace Langham est un acteur, réalisateur et scénariste américain. Il est né le 11 mars 1965 à Fort Worth dans le Texas. Il est connu pour son rôle de David Hodges dans Les Experts.

## Biographie

### Vie privée
Il s'est marié à Laura Langham en 1986, ils ont eu deux enfants (Alex en 1989 et Chloé en 1991). Le couple divorce en 1998. Le 3 novembre 2002 il se marie avec Karey Richard.

## Filmographie

### Acteur

#### Cinéma
- 1985 : Une créature de rêve : Art (en tant que Wally Ward)
- 1986 : Détruisez le Thunder Run : Paul (en tant que Wally Ward)
- 1986 : Soul Man : Barky Brewer (en tant que Wally Ward)
- 1987 : Cheeseburger Film Sandwich : Private Anson W. Pucket (segment "The Unknown Soldat") (non crédité)
- 1988 : The Chocolate War : Archie (en tant que Wally Ward)
- 1988 : The Invisible Kid : Milton McClane (en tant que Wally Ward)
- 1988 : Under the Boardwalk : Backwash (en tant que Wally Ward)
- 1989 : Martians Go Home : Voyeur Martian (en tant que Wally Ward)
- 1990 : Vital Signs : Gant
- 1996 : God's Lonely Man : Rick
- 1996 : Michael : Bruce Craddock
- 2001 : On Edge : Jimmy Hand
- 2003 : École paternelle : Jim Fields
- 2004 : Hot Night in the City : Jack
- 2006 : I Want Someone to Eat Cheese With : Claude Clochet
- 2006 : Little Miss Sunshine : Kirby
- 2008 : Growing Op : Bryce
- 2008 : Mister Showman : Dan Green
- 2010 : The Bannen Way : Surveillance Tech
- 2010 : The Social Network : Peter Thiel
- 2012 : Elle s'appelle Ruby : Warren
- 2012 : Freeloaders : Swedish Car Enthusiast
- 2012 : Hitchcock : Saul Bass
- 2013 : Rain from Stars : Andy
- 2013 : Somewhere Slow : Paul
- 2014 : Buttwhistle : Mr. Confer
- 2014 : Le Pari: Draft Day : Pete Begler
- 2014 : Taken 3 : Mike
- 2014 : Transcendance : Dr. Strauss
- 2016 : LBJ : Arthur Schlesinger
- 2016 : Spaceman : Bruce Lindsay
- 2016 : War Dogs : Vegas X Supplier
- 2017 : Battle of the Sexes : Henry
- 2018 : Darkest Minds : Rébellion : Docteur
- 2025 : The Alto Knights de Barry Levinson : le sénateur Estes Kefauver

#### Courts-métrages
- 2009 : Triumph of Spärhusen
- 2014 : AJ's Infinite Summer
- 2017 : Bob

#### Télévision
Séries télévisées
- 1985 : CBS Schoolbreak Special : Babe
- 1985 : The Best Times : Bill Skeezac
- 1986 : Fast Times : Ratner / Mark Ratner
- 1987 : ABC Afterschool Specials : Paul Hendler
- 1987 : La cinquième dimension : Nelson Baxley (segment "Time and Teresa Golowitz")
- 1987 : Our House : Chris Houston
- 1989 : Matlock : Dennis Austin
- 1990 : 21 Jump Street : Poole
- 1990 : Murphy Brown : Michael
- 1990-1991 : WIOU : Willis Teitlebaum
- 1992 : Corky, un adolescent pas comme les autres : John Hemingway
- 1992-1998 : The Larry Sanders Show : Phil
- 1993 : Arabesque : Todd Merlin
- 1994 : Le monde de Dave : Neil
- 1994 : Madman of the People : Davis
- 1995-1996 : NewsRadio : Stewart / Jeff
- 1996 : Urgences : Dr Melvoin
- 1997 : F/X, effets spéciaux : Levi Chase
- 1997 : Une maman formidable : Eric Spencer
- 1997-2000 : Les dessous de Veronica : Josh Blair
- 1998 : Star Trek: Voyager : Flotter T. Water III
- 1999 : La famille Delajungle : Sven
- 1999-2002 : Mission Hill : Andy French
- 2000 : Au-delà du réel - l'aventure continue : Ezekiel / Daniel Faraday
- 2000 : Buzz l'Éclair : Care-bots / Smoltz
- 2000 : Happily Ever After: Fairy Tales for Every Child : Prince Bobby / Fish
- 2000-2001 : What About Joan : Mark Ludlow
- 2001 : Inside Schwartz : A.J.
- 2002 : La Treizième Dimension : Charlie Stickney
- 2003 : Good Morning, Miami : Ken
- 2003 : Las Vegas : Julian Kerbis
- 2003 : Miss Match : Lucas
- 2003 : Sex and the City : Willy
- 2003-2015 : Les Experts (CSI) : David Hodges
- 2004 : À la maison blanche : Terry Anders
- 2005 : Larry et son nombril : Man in Bathroom
- 2005 : Médium : Alan
- 2006 : Batman : Basil Karlo / Clayface II
- 2008 : Batman: L'Alliance des héros : Orm / Ocean Master
- 2008 : Ben 10: Alien Force : Tyler / DNAlien #2
- 2009 : Glenn Martin DDS : Dr Gary Ross
- 2009 : Monk : Steve DeWitt
- 2009-2011 : Easy to Assemble : Bjorn Eppstein
- 2011 : 9ine : Physician
- 2013 : Drop Dead Diva : Lester Tuttle
- 2013-2014 : Beware the Batman : Anarky / Lonnie Machin / Weapons Buyer / ...
- 2014 : Nikki & Nora: The N&N Files : Carl Mottenberg
- 2015 : Castle : Dr Van Holtzman
- 2015 : Casual : Ian
- 2015 : Scream Queens : Mr. Putney
- 2016 : Mike & Molly : Robert
- 2016 : New York, unité spéciale (saison 18, épisode 3) : Tom Metcalfe
- 2016 : Rosewood (la série) : Duncan Jacott
- 2016 : iZombie : Dr Alan Benway
- 2017 : Doubt : Harrison Weiss
- 2017 : Esprits criminels : Mr. X
- 2017 : Good Behavior : Stephen
- 2017 : Grey's Anatomy : Dr Steve Corridan
- 2017 : Longmire : Brian O'Keane
- 2017 : Manhunt: Unabomber : Louis Freeh
- 2018 : Heathers : M. Sawyer
- 2021 : CSI: Vegas (4 épisodes) : David Hodges

Téléfilms
- 1985 : Children of the Night : Kevin (en tant que Wally Ward)
- 1986 : Combat High : Perry Barnett (en tant que Wally Ward)
- 1989 : A Deadly Silence : Jimmy Pierson, Jr. (en tant que Wally Ward)
- 1994 : Life with Louie: A Christmas Surprise for Mrs. Stillman
- 2000 : Daydream Believers: The Monkees' Story : Don Kirshner
- 2001 : Et Dieu créa Sœur Mary : Aloysius Benheim
- 2003 : Behind the Camera: The Unauthorized Story of 'Three's Company' : Jay
- 2003 : Rubbing Charlie
- 2004 : Behind the Camera: The Unauthorized Story of 'Charlie's Angels' : Jay Bernstein
- 2015 : Les experts : David Hodges
- 2018 : My Dinner with Hervé

### Réalisateur

#### Courts-métrages
- 2016 : Closure

#### Télévision
Séries télévisées
- 2000 : Les dessous de Veronica

### Producteur

#### Courts-métrages
- 2016 : Closure

### Parolier

#### Télévision
Téléfilms
- 2000 : Rocky Horror 25: Anniversary Special

### Scénariste

#### Télévision
Séries télévisées
- 2010 : Les experts